# Letov Š-32
Bei dem Flugzeug Letov Š-32 handelt es sich um einen dreimotorigen Schulterdecker, der als Passagier- und Frachtflugzeug entwickelt wurde. Der Erstflug der Maschine fand im Jahre 1931 statt. Die Konstruktion führte Alois Šmolík aus.

## Entwicklung
Šmolík hatte für den Prototyp anfangs eine Motorisierung mit nur einem Walter Jupiter mit 336 kW (457 PS) vorgesehen, entschied sich dann aber, drei leistungsschwächere Walter Mars zu verwenden. Bis 1933 wurde noch eine kleine Serie von drei Serienmodellen gefertigt und von der ČSA übernommen. Diese setzte sie für kurze Zeit auf Linienstrecken ein. Eine Maschine mit dem Kennzeichen OK-ADB stürzte am 26. Juni 1934 bei Karlovy Vary (Karlsbad) ab, wobei die beiden Passagiere und der Pilot ihr Leben verloren, darunter auch der österreichische Schauspieler Max Pallenberg.
Insgesamt wurden nur vier Maschinen hergestellt.

## Technische Daten

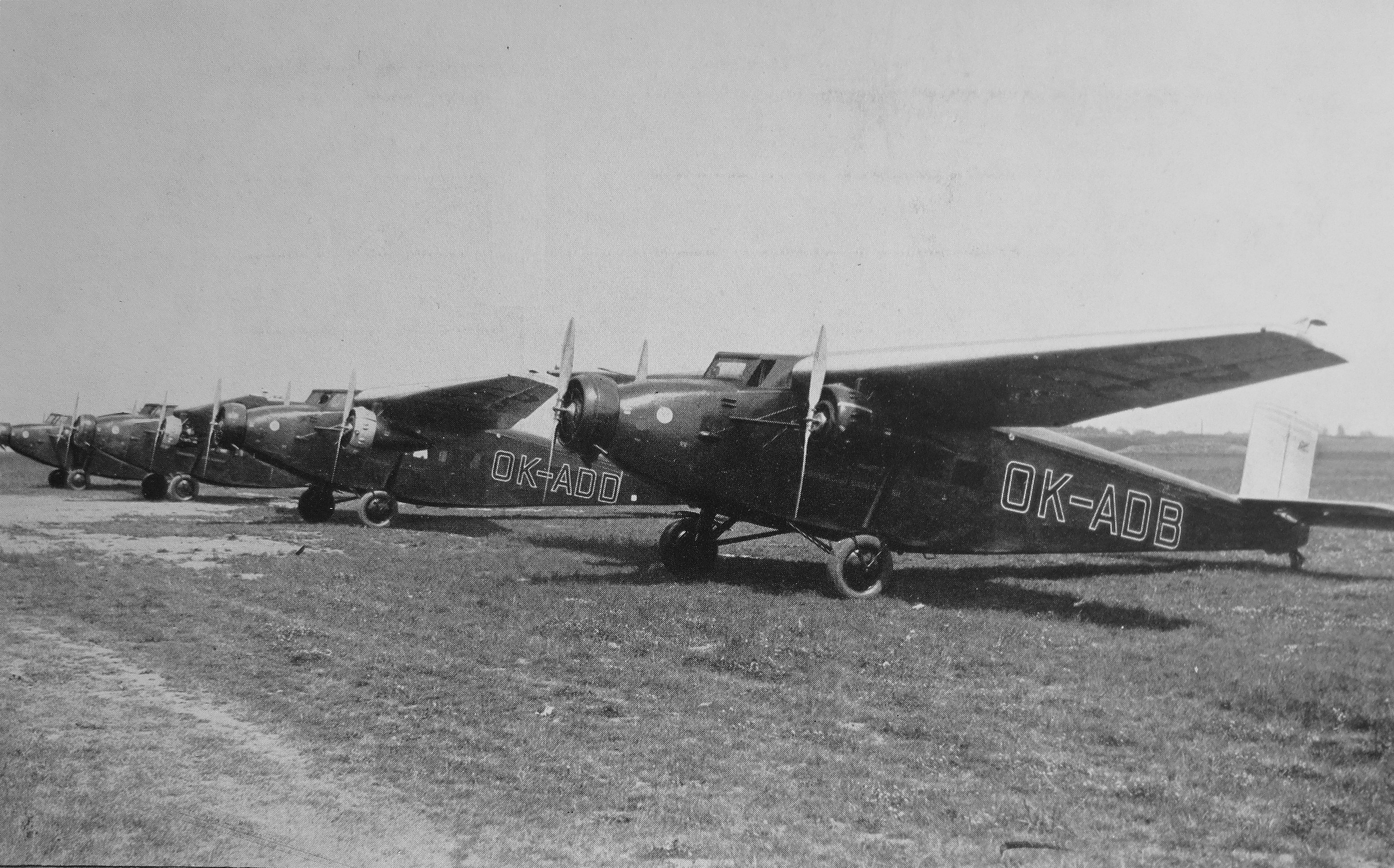
Die vier bei der ČSA eingesetzten Š-32

| Kenngröße             | Daten                                                               |
| --------------------- | ------------------------------------------------------------------- |
| Besatzung             | 2                                                                   |
| Passagiere            | bis 6                                                               |
| Länge                 | 11,60 m                                                             |
| Spannweite            | 17,24 m                                                             |
| Flügelfläche          | 39,92 m²                                                            |
| Flügelstreckung       | 7,4                                                                 |
| Leermasse             | 1850 kg                                                             |
| max. Startmasse       | 2760 kg                                                             |
| Reisegeschwindigkeit  | 175 km/h                                                            |
| Höchstgeschwindigkeit | 203 km/h                                                            |
| Dienstgipfelhöhe      | 3500 m                                                              |
| Reichweite            | 600 km                                                              |
| Triebwerke            | 3 × 14-Zylinder-Doppelsternmotor Walter Mars mit je 107 kW (145 PS) |